# Milejczyce (gemeente)
De gemeente Milejczyce is een landgemeente in het Poolse woiwodschap Podlachië, in powiat Siemiatycki.
De zetel van de gemeente is in Milejczyce.
Op 30 juni 2004 telde de gemeente 2289 inwoners.

## Oppervlakte gegevens
In 2002 bedroeg de totale oppervlakte van gemeente Milejczyce 151,79 km², waarvan:
- agrarisch gebied: 53%
- bossen: 40%

De gemeente beslaat 10,4% van de totale oppervlakte van de powiat.

## Demografie
Stand op 30 juni 2004:
| Omschrijving                   | Totaal | Totaal | Vrouwen | Vrouwen | Mannen | Mannen |
| ------------------------------ | ------ | ------ | ------- | ------- | ------ | ------ |
| eenheid                        | aantal | %      | aantal  | %       | aantal | %      |
| inwoners                       | 2288   | 100    | 1198    | 52,3    | 1091   | 47,7   |
| bevolkingsdichtheid (inw./km²) | 15,1   | 15,1   | 7,9     | 7,9     | 7,2    | 7,2    |

In 2002 bedroeg het gemiddelde inkomen per inwoner 1264,9 zł.

## Plaatsen
Biełki, Borowiki, Chańki, Choroszczewo, Gołubowszczyzna, Grabarka, Jałtuszczyki, Klimkowicze, Kościukowicze, Lewosze, Lubiejki, Miedwieżyki, Mikulicze, Milejczyce, Nowosiółki, Osinki, Pokaniewo, Pokaniewo-Kolonia, Rogacze, Sobiatyno, Wałki.

## Aangrenzende gemeenten
Boćki, Czeremcha, Dziadkowice, Kleszczele, Nurzec-Stacja